# تشارلز بارسونز
تشارلز بارسونز (بالإنجليزية: Charles Parsons)‏ هو رياضياتي وفيلسوف أمريكي، ولد في 13 أبريل 1933 في كامبريدج في الولايات المتحدة.